# Alban Poulet
Alban François Poulet (Philippeville, 15 december 1835 - Luik, 3 maart 1893) was een Belgisch senator.

## Levensloop
Poulet was een zoon van burgerlijk ingenieur Joseph Poulet en van Marie Chaboux. Hij trouwde met Marie-Emma Bosselaer.
Hij studeerde aan de Militaire school (1854-1856) en was enkele jaren actief als luitenant bij de artillerie. 
Teruggekeerd naar het burgerleven was hij:
- ingenieur bij de spoorwegen Luik-Limburg,
- directeur en later voorzitter van de Maatschappij voor de Waterleidingen,
- afgevaardigd bestuurder van de Crédit Général Liégeois,
- medestichter van het blad L'Express in Luik.

Hij was verder ook nog:
- medestichter van de Banque Populaire de Liège,
- bestuurder van de Société Linière Saint-Léonard,
- bestuurder van de watermaatschappij in Utrecht,
- bestuurder van de suikerfabriek van Wanze,
- bestuurder van de Société des Papéteries,
- bestuurder van Entreprise Générale de Travaux,
- bestuurder van de Tramways Liégeois,
- ondervoorzitter van de Fabrique Nationale d'Armes de Guerre in Herstal,
- bestuurder van de Caisse Commerciale de Bruxelles.

Van 1881 tot 1887 was hij gemeenteraadslid van Luik. In augustus 1891 werd hij liberaal senator voor het arrondissement Luik, in opvolging van de overleden Julien d'Andrimont, en oefende dit mandaat uit tot aan zijn dood.
Poulet behoorde tot de antiklerikale progressieve vleugel van de Luikse liberale partij, die het moeilijk had zich te handhaven tegenover de meer conservatieve vleugel. Hij was alvast voorstander, tegen de partijlijn in, van het algemeen stemrecht.
In Luik is er een Rue Alban Poulet.